# Château Reichenstein (Rhénanie-Palatinat)
Le Château Reichenstein (allemand : Burg Reichenstein) également connu sous le nom de Falkenburg est un château allemand situé sur les bords du Rhin, au niveau de la ville de Trechtingshausen dans le land de Rhénanie-Palatinat.

## Histoire
Situé sur un promontoire rocheux environ 100 m au-dessus du Rhin, son site fut bâti vers l'an 900 comme un poste frontière de l'Empire germain, il était alors connu sous les noms de Vogtsburg ou Feitsburg.
Le château a été la demeure de l'Empereur Rodolphe Ier de 1282 à 1286. Du XIVe au XVIIe siècle, le château a été confié aux évêques de Mayence. Cependant, il a commencé à se dégrader après 1572 quand il est devenu non rentable de l'entretenir pour Anton von Wiltberg, le chambellan de Mayence.
En 1823, les ruines du château et ses fondations ont été achetées par le Prince Frédéric de Prusse, le neveu du roi Frédéric-Guillaume III. Ensuite, le château a été reconstruit sous la direction de Claudius von Lassaulx. Il a été rebaptisé Château Rheinstein en raison de son site rocheux imposant au-dessus du Rhin. Depuis 1975, il est une propriété  privée de la famille Hecher qui l'a restauré pendant 19 ans.

## Source
- (en) Cet article est partiellement ou en totalité issu de l’article de Wikipédia en anglais intitulé « Reichenstein Castle (Trechtingshausen) » (voir la liste des auteurs).